# СКА (стадион, Львов)
Стадио́н СКА (бывший комплекс спортивного клуба ПрикВО) — многофункциональный стадион во Львове (Украина), который входит в состав учебно-спортивной базы летних видов спорта МО Украины. Адрес: улица Клепаровская, 39а.
В конце 1970-х — начале 1980-х были реконструированы существующие и построены новые спортивные объекты, которые вместе составили комплекс спортивного клуба Прикарпатского военного округа (как назывался комплекс изначально). Стадион и открытый бассейн были дополнены новыми помещениями, залом для спортивной стрельбы, многоборья, конного спорта, крытым велотреком. Авторы проекта архитектор А. Гукович и инженер В. Крюков, а также группа строителей, были удостоены за спорткомлекс ПрикВО Государственной премии Совета министров СССР (1983 год).
Стадион был домашним стадионом футбольной команды СКА (Львов), которая существовала в 1949-1989 годах.
Напротив стадиона, по ул. Клепаровской, 30 ещё в 1976 году была построена 12-этажная гостиница министерства обороны СССР Россия (ныне — двухзвёздочная гостиница «Власта»).